# Pleurothallis silverstonei
Pleurothallis silverstonei är en orkidéart som beskrevs av Carlyle August Luer. Pleurothallis silverstonei ingår i släktet Pleurothallis och familjen orkidéer. Inga underarter finns listade i Catalogue of Life.